# Лакс, Андрэ
Андрэ Лакс (André Laks, род. 28 мая 1950) — французский филолог и историк философии.

## Биография
Сын композитора Симона Лакса.
В 1969—1974 годах учился в ENS Ulm. Докторскую степень получил в 1977 году и спустя год хабилитировался в Сорбонне с диссертацией по Платону.
В 1987—1978 годах работал в Вашингтоне (США). С 1989 года профессор греческого в Университете Лилль III. С 1991 года профессор античной философии Принстона. С 1994 года вновь в Университете Лилль III — профессор античной философии. В 1999—2000 годах работал в Берлине.
С 2007 года профессор античной философии в Университете Париж IV Сорбонна, ныне эмерит. В настоящее время преподаёт в Университете в Мексике, профессор античной философии.
В 2001 году стал сооснователем и затем содиректором журнала «Античная философия» (Philosophie Antique).
Член IUF в 1998—2008 годах, ныне почётный член.

## Избранные работы
- Jean Bollack; André Laks. Épicure à Pythoclès (неопр.). — Paris: Éditions de la Maison des sciences de l'homme, 1978. — ISBN 9782859391034..
- André Laks. Diogène d'Apollonie (неопр.). — Paris: Éditions de la Maison des sciences de l'homme, 1983. — ISBN 285939222X..
- André Laks. Le vide et la haine (неопр.). — Paris: Presses universitaires de France, 2004. — ISBN 2130542719..
- André Laks. Médiation et coercition (неопр.). — Villeneuve-d'Ascq: Presses universitaires du Septentrion, 2005. — ISBN 2859399399..
- André Laks. Introduction à la "philosophie présocratique" (фр.). — Paris: Presses Universitaires de France, 2006. — ISBN 2130556639..
- André Laks. Histoire, doxographie, vérité (неопр.). — Louvain-la-Neuve: Peeters, 2007. — ISBN 9789042919051..